# Philipp Franz zu Guttenberg
Philipp Franz Buhl-Freiherr von und zu Guttenberg (* 10. Mai 1973 in Mannheim) ist ein deutsch-österreichischer Land- und Forstwirt. Er ist Eigentümer zweier Forstbetriebe in Deutschland und Österreich und seit vielen Jahren in der forstlichen Interessenvertretung tätig: Er war u. a. neun Jahre Präsident der Arbeitsgemeinschaft Deutscher Waldbesitzerverbände (AGDW – Die Waldeigentümer e. V.), Vorsitzender des Aktionsbündnisses Forum Natur (AFN) und Vizepräsident des Europäischen Waldbesitzerverbandes (CEPF).

## Familie
Philipp Franz Maria Antoninus Friedrich Wilhelm Emanuel Johannes Freiherr von und zu Guttenberg entstammt dem gleichnamigen fränkischen Adelsgeschlecht Guttenberg. Er ist der Sohn des Dirigenten und Großgrundbesitzers Georg Enoch zu Guttenberg und dessen erster Frau Christiane Gräfin zu Eltz. Sein älterer Bruder ist der ehemalige Bundeswirtschaftsminister und Bundesminister der Verteidigung, Karl-Theodor zu Guttenberg. Philipp zu Guttenberg heiratete The Honourable Alexandra Louisa Macdonald (* 1973). Sie entstammt einer weitverzweigten Familie des schottischen Adels und ist das älteste von vier Kindern des
Godfrey Macdonald, 8th Baron Macdonald, des High Chief des schottischen MacDonald-Clans, und seiner Frau Claire, einer bekannten Köchin und Kochbuchautorin.

## Leben
Guttenberg besuchte das Gymnasium Schloss Neubeuern im Chiemgau und machte dort das Abitur. Danach studierte er an den schottischen Universitäten Edinburgh und Aberdeen Forstwirtschaft und Ökologie. Während dieser Zeit lernte er seine spätere Frau kennen. Mit ihr ließ sich Guttenberg in dem kleinen Dorf Radmer in der Steiermark nieder und erwarb dort einen Forstbetrieb.
Philipp und Alexandra zu Guttenberg sind Eltern von zwei Söhnen (* 2004, * 2005) und einer Tochter (* 2009). Er besitzt zusätzlich zur deutschen die österreichische Staatsbürgerschaft und trat in die Österreichische Volkspartei (ÖVP) ein. 2008 brachte er das Familienschloss in Oberfranken und die Ländereien in eine Privatstiftung mit Sitz in Österreich ein. Heute führt er die Geschäfte der Familienbetriebe.

## Ämter
Philipp zu Guttenberg engagiert sich seit 2004 für die Interessen der privaten und kommunalen Waldeigentümer, zunächst in Österreich, danach in Deutschland. Nach dem Tod von Hans Kinsky wurde er am 13. Oktober 2004 zum neuen Obmann des Verbandes Steirischer Waldbesitzer (Verband der Land&Forst Betriebe Steiermark) gewählt und bekleidete dieses Amt bis ins Jahr 2010.
Über mehrere Jahre vertrat er u. a. als Präsidiumsmitglied den Interessenverband der steirischen Land- und Forstbetriebe in Österreich. Seit 2009 gehört er auch dem Vorstand des Bayerischen Waldbesitzerverbandes an. Von 2010 bis 2019 war er Präsident der Arbeitsgemeinschaft Deutscher Waldbesitzerverbände (AGDW – Die Waldeigentümer) und vertrat die Interessen von rund zwei Millionen privaten, kommunalen und körperschaftlichen Waldeigentümern. Im Januar 2019 trat zu Guttenberg von diesem Amt aus privaten Gründen zurück. Unter seinen Vorgängern in diesem Amt sind Verwandte: Franz Ludwig Schenk Graf von Stauffenberg, sein Onkel, war oberster Waldlobbyist von 1988 bis 1992, Philipp von Boeselager, der Widerstandskämpfer und Vater seines Onkels Albrecht, führte den Verband 20 Jahre lang von 1968 bis 1988.
Er war ferner Präsidiumsmitglied des Deutschen Forstwirtschaftsrates und Vorstandsmitglied der „Plattform Forst & Holz“.
Seit 2008 ist er Vizepräsident der Confederation of European Forest Owners (CEPF), des Zentralverbandes der Europäischen Waldbesitzer. Als solcher war er im Dezember 2009 zum UN-Klimakonferenz in Kopenhagen delegiert.
Guttenberg war Mitglied im Kompetenzteam der rheinland-pfälzischen CDU-Spitzenkandidatin Julia Klöckner für die Landtagswahl am 13. März 2016. Das Kompetenzteam wurde von der Spitzenkandidatin am 2. Februar in Mainz vorgestellt.
Er setzt sich für die nachhaltige und multifunktionale Forstwirtschaft ein, die auf den sächsischen Oberberghauptmann Hans Carl von Carlowitz zurückgeht, und engagiert sich dafür, den nachhaltigen Rohstoff Holz vor dem Hintergrund des Klimaschutzes z. B. im Bau- und Gebäudesektor stärker in den Fokus zu nehmen. Vorbild sind für ihn hier der Holzbau in Österreich, in der Schweiz und in Schweden. Bei der Gestaltung der Energiewende in Deutschland setzte er sich dafür ein, dass der Energieträger Holz eine größere Rolle spielt. Er forderte höhere Entschädigungen für Waldbesitzer, die wegen des Baus von Stromtrassen enteignet werden.

## Auszeichnungen
- 2018: „Goldene Tanne“, Ehrenpreis der Schutzgemeinschaft Deutscher Wald[17]
- 2015: Negativpreis „Dinosaurier des Jahres 2015“ durch den NABU Naturschutzbund Deutschland[18][19][20]
- 2015: Ordensritter „Wider den tierischen Ernst“[21]
- 2013: Preisträger der Initiative „Werterhalt und Weitergabe“[22]
- 2010: „Wald-Oskar“ des Waldverbandes Steiermark und der Landwirtschaftskammer Steiermark.[23]

## Sonstiges
Stellvertretend für seinen Bruder Karl-Theodor nahm Philipp im Karneval 2011 den 61. Orden wider den tierischen Ernst in Empfang und hielt eine viel beachtete Büttenrede, in der er sich selbst in Anspielung auf die Plagiatsaffäre seines Bruders als „das Plagiat“ bezeichnete. 2012 wurde er zum Ehrenmitglied des AKV ernannt.